# Miguel Casiri
Miguel Casiri de Gartia o de Gaeta, en árabe Mija'il al-Gaziri, en árabe: مخائيل الغزيري‎, (Trípoli, hoy Líbano, 1710‑Madrid, 12 de marzo de 1791), fue un arabista, sacerdote maronita, bibliógrafo y bibliotecario español de origen libanés.

## Biografía
Nació en Trípoli en 1710. Estuvo en Oriente con Joseph Simon Asseman, autor de la Bibliotheca Orientalis. En 1734 se ordenó sacerdote en Roma y allí, en su Colegio Maronita, enseñó árabe, siriaco y arameo, filosofía y teología; cristiano maronita y discípulo del jesuita Francisco Rábago y Noriega, este se lo llevó a Madrid, adonde llegó en 1748; trabajó como intérprete del reino y tuvo un cargo en la Biblioteca Real patrocinado por el erudito ilustrado Gregorio Mayáns y Siscar, que era su director. Al año siguiente, y gracias a un favorabilísimo informe del erudito ilustrado padre benedictino Martín Sarmiento, pasó a la Biblioteca de El Escorial para formar el catálogo de códices árabes, en lo que fue ayudado por Manuel Martínez Pingarrón y el hebraísta José Rodríguez de Castro (1739 - 1789); la obra, patrocinada por Mayáns, fue publicada por Antonio Pérez de Soto, impresor madrileño que entre 1760 y 1775 realizó las primeras obras de tipografía del alifato en el arabismo español.
Casiri fue Doctor en Teología y Académico honorario de la Real Academia de la Historia desde 1748, Supernumerario en 1759, Censor de la misma en 1761 y Numerario desde 1767. Protegido por Campomanes, que fue además discípulo suyo en el aprendizaje de esta lengua, imprimió su catálogo con el título de Bibliotheca Arabico-Hispana Escurialensis (Madrid 1760-70) en dos tomos; clasifica por temas y describe 1851 manuscritos árabes de la Biblioteca del Monasterio de San Lorenzo de El Escorial. En este proyecto contó desde el principio con el pláceme de la Corona y el apoyo institucional de Blas Nasarre, con la ayuda también del bibliotecario Juan de Iriarte, revisor del texto latino. Aunque el trabajo de Casiri todavía no ha quedado obsoleto, un sistema más científico ha sido adoptado por Hartwig Derenbourg en su incompleto tratado Les Manuscrits arabes de l'Escorial (París, 1884). Casiri redactó además un Catálogo de voces castellanas que tienen su origen en el árabe (Madrid 1771) y realizó extractos en latín de la Ihata y de la Lamha de lbn al-jatib.  Tradujo también, junto con su discípulo Campomanes, el Tratado de Agricultura del sevillano Abu Zacharia, dos capítulos de los cuales fueron incorporados como apéndice a la traducción de otro tratado francés de agronomía, el de Henri-Louis Duhamel du Monceau (1751). La Real Academia de la Historia le encargó además hacer un vocabulario de topónimos árabes. La talla intelectual de Casiri y su muchísimo saber le valió la amistad y el aprecio de eruditos ilustrados como el padre Martín Sarmiento y Mayáns. Otros trabajos de Casiri son su Oración gratulatoria (15 de noviembre de 1748) por haber obtenido plaza en la Real Academia de la Historia y su Antigüedad marítima de Cartago. 
Casiri formó a una primera generación de arabistas españoles, entre los cuales destacan en especial el granadino Miguel Banqueri, el aragonés Ignacio de Asso del Río y el propio Pedro Rodríguez Campomanes, al que sus muchas otras tareas impidieron profundizar más en este tipo de estudios. El influjo de Casiri se extendió aún más en la obra de José Antonio Banqueri, Diego Gaviria y León, José Carbonell y Patricio de la Torre. Al ﬁnal de sus días no consiguió que se le concediera un auxiliar para revisar la Bibliotheca, ni tampoco una continuidad en su labor como arabista, aunque recomendó que le sucediera fray José Banqueri, su discípulo preferido y amigo personal de Campomanes. Todavía la figura de Casiri es mal conocida; por ejemplo, no se conocen los trabajos de su compañero maronita Paulo o Pablo Hodar, también arabista, o los de otros colaboradores suyos, como Elías Scidiac o el franciscano José Banqueri.
En 1787 se hallaba ya muy enfermo y falleció en Madrid en 1791.